# Demon pe două roți
Demon pe două roți (titlu original: Ghost Rider) este un film de acțiune 3D cu supereroi american din 2007. Filmul este regizat de Mark Steven Johnson și prezintă povestea antieroului Ghost Rider bazat pe publicațiile Marvel Comics.

## Distribuție
- Nicolas Cage - Johnny Blaze / Ghost Rider
- Eva Mendes - Roxanne Simpson
- Wes Bentley - Blackheart / Legion
- Sam Elliott - Carter Slade
- Donal Logue - Mack
- Peter Fonda - Mephistopheles "Mephisto"
- Brett Cullen - Barton Blaze
- David Roberts - Captain Jack Dolan
- Laurence Breuls - Gressil
- Daniel Frederiksen - Wallow
- Mathew Wilkinson - Abigor
- Rebel Wilson - Girl
- Jessica Napier - Broken Spoke
- Brett Swain - Police Officer